# Система філософії
У процесі свого розвитку філософія набула форм надзвичайно складної системи філософських знань. Але попри все в цій складності є свій порядок і чітка логіка. Для структури філософії як системи знань характерне виокремлення тих сфер реальності, спираючись на які людина може дослідити предмет свого філософського інтересу. Згідно з цими сферами формуються головні філософські дисципліни, або основні розділи філософії — система філософії.
Система філософії характеризується особливістю завдань, проблематики й предмета філософії, що дає змогу виділити її важливі структурні компоненти (структуру).

## Ядро філософії як системи
Уже в античному світі під структурою філософії розуміли логіку (правильне мислення), фізику (вчення про природу) та етику (вчення про людину). Водночас вважали, що головною є етика, а всі інші структурні компоненти мають підкорятися практичній філософії, яка з необхідністю була спрямована на розв'язання людських проблем.
У німецькій класичній філософії структурність була репрезентована вченням Г. Геґеля. Він вважав, що філософія обов'язково має складатися з трьох частин: логіки (яка збігається з об'єктивною діалектикою й теорією пізнання), філософії природи та філософії духу (філософія держави та права, філософія історії, філософія релігії, філософія мистецтва та історія філософії).
Отже, ядром філософії як системи є логіка, діалектика й методологія пізнання. Структура сучасної філософії є набагато ширшою за її ядро. Класичними розділами філософії вважаються онтологія, гносеологія, антропологія, соціальна філософія.

## Розділи філософії

### Онтологія
Безперечно, найважливішим розділом філософії є онтологія. Онтологія (від грец. онтос — суще, логос — учення) це окремий філософський напрям, який досліджує сутність буття світу, основи всього існуючого. Вона вивчає найзагальніші форми буття, абстрагуючись від їх конкретного змісту. Ці форми виражаються в основних онтологічних категоріях: буття, небуття, матеріальне та ідеальне, матерія й свідомість, простір і час, рух, розвиток, перервність, неперервність та ін.

### Гносеологія
Другим головним розділом філософії виступає гносеологія (від грец. гносіс — знання), котра досліджує можливості пізнання людиною світу й самої себе, а також загальні передумови, засоби й закономірності пізнання.

### Антропологія
Третім головним розділом філософії виступає антропологія (від грец. антропос — людина) — це філософське вчення, яке аналізує людину як розумну істоту. Близькою до філософської антропології є антропософія, яка не просто вивчає людину, але й намагається зрозуміти сенс її життя.

### Соціальна філософія
Наступним розділом філософії є соціальна філософія. Вона досліджує закономірності розвитку суспільства, зв'язки суспільства й природи, суспільства й людської індивідуальності. Сучасна соціальна філософія вивчає суспільство як систему (як сукупність елементів, котрі взаємодіють між собою) і як процес (послідовна зміна, розвиток структури суспільства). Синонімом соціальної філософії в різноманітних теоріях є поняття «філософія історії», «історичний матеріалізм» та ін.

### Підструктури
Система філософського знання дуже відносна. Кожна філософська дисципліна має власну підструктуру. Між основними розділами філософії не існує жорстких кордонів. Їх зміст і проблематика постійно перетинаються: питання, що вивчаються одними розділами, з певним ступенем необхідності мають місце в інших. Окрім перелічених основних філософських дисциплін, що становлять систему філософії, існують інші, не менш значущі: філософія природи, теорія розвитку, соціологія, філософія історії, філософія культури, праксеологія, логіка, філософія релігії, філософія права, історія філософії тощо.

#### Історія філософії
Окремо слід сказати про таку філософську дисципліну, як історія філософії. Історія філософії — це особлива філософська дисципліна, предметом вивчення якої є філософія як процес, результат саморефлексії філософії над своєю історією, як форма філософського знання.
Історія філософії стає реальним зв'язком сучасної філософії з попередніми філософськими системами, прикладом розвитку філософських знань на основі критичного переосмислення своїх попередніх положень, рефлексивності та самовдосконалення власних методів і теоретичного аналізу. На практиці це означає, що будь-який філософ, маючи право на оригінальність, завжди говорить від імені всіх попередніх мислителів (філософії загалом). Головною цінністю історії філософії стає плюралістичний принцип інтерпретації історико-філософських знань. Згідно з цим принципом, жодний окремий погляд філософа не є істинним для всіх часів, а тому всі окремі філософські позиції мають право на існування в межах певних логічних кордонів (містять частину абсолютної істини), що робить їх усі значущими й необхідними.
Історія філософії віддзеркалює невпинний діалог філософських сентенцій; описує історію суб'єктів філософського мислення, які стали генераторами головних філософських ідей у конкретний історичний період їхнього життя.
Завдяки історії філософії людство може доповнити власне знання про себе, мету свого існування — щастя, шляхи його досягнення, реінтерпретуючи вже відкриті раніше філософські істини. Тому історія філософії є не просто частиною філософії, а її основою, сутністю, самосвідомістю.

## Висновок
Таким чином, філософія постійно наближується до більш повного розуміння фундаментальних принципів буття та пізнавальних можливостей людини. Як результат — філософія має на меті не лише осмислити, а й спрогнозувати глобальні проблеми, які визначають зміст і спрямованість розвитку сучасної цивілізації. До них належать суперечливі перспективи науково-технічного прогресу, організація соціального життя та міжнародної співпраці, вирішення проблем екології, демографії тощо.